# 三里の渡し

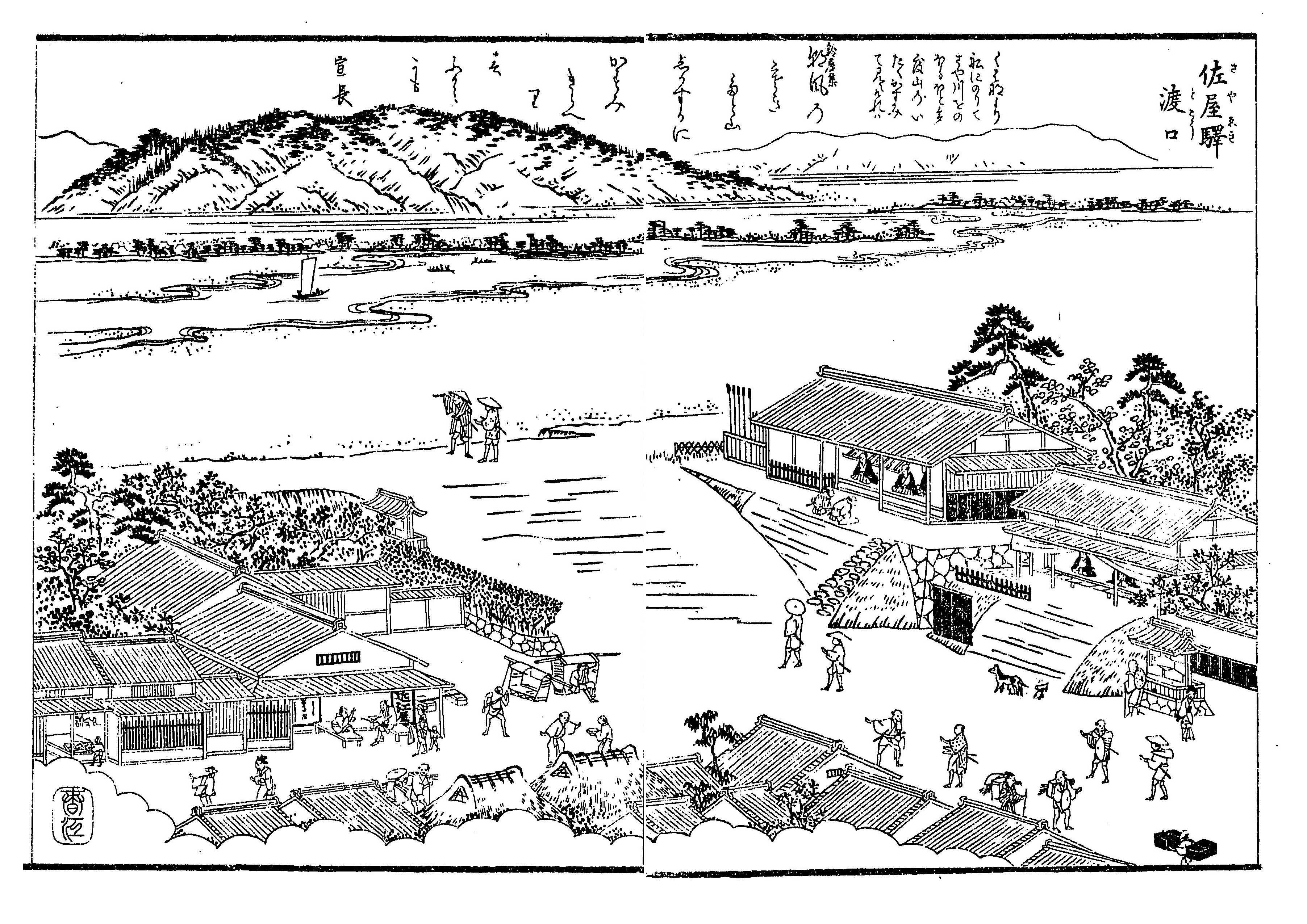
佐屋駅三里の渡し口。「佐屋驛渡口」『尾張名所図会』巻7 海東・海西郡

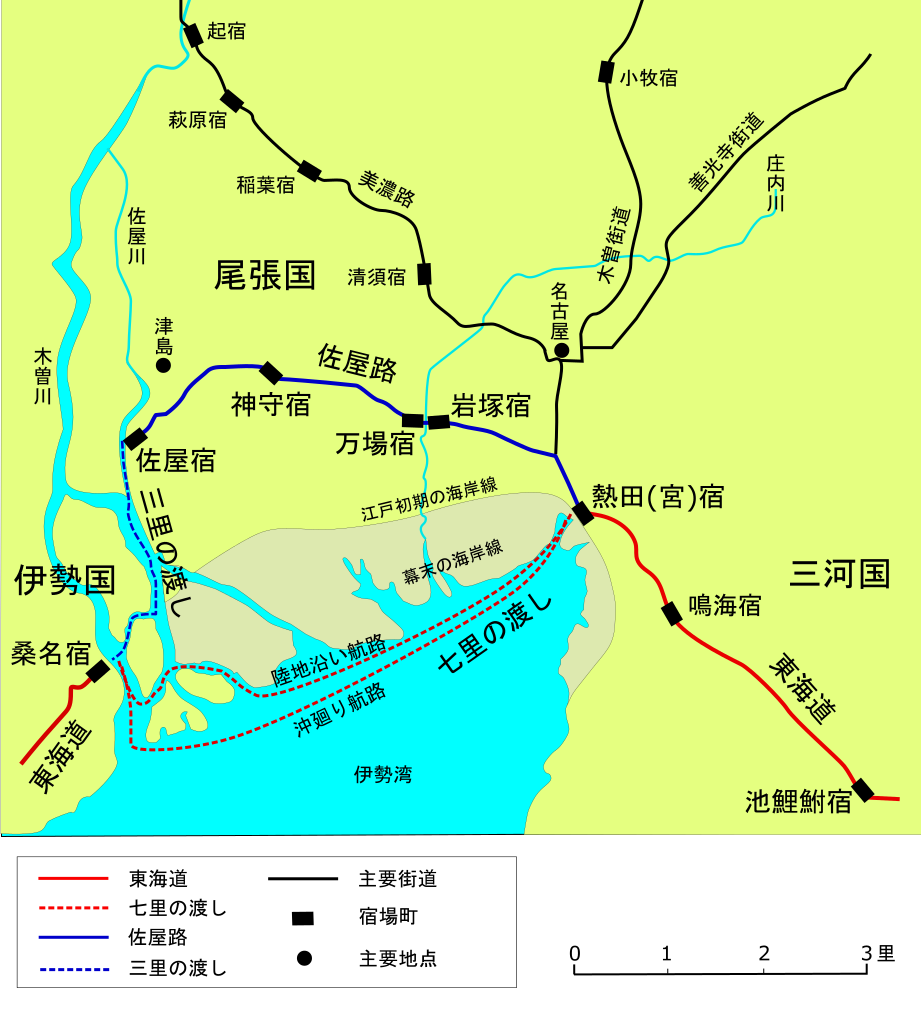
佐屋路及び佐屋宿と桑名宿を結ぶ三里の渡しの航路

三里の渡し（さんりのわたし）は、東海道の脇往還佐屋路の佐屋宿（愛知県愛西市）と桑名宿（三重県桑名市）を結んでいた渡しで、かつての官道。「佐屋の渡し」とも呼ばれた。

## 概要
三里の渡しは佐屋湊の面する佐屋川から木曽川へ入り、鰻江（うなぎえ）川を通って桑名で東海道に合流する3里（12km）の航路であった。宮宿と桑名宿の間の距離は陸路とあわせて計9里となり七里の渡しを使用する場合に比べ遠回りではあったが、川を通るため海上に出る七里の渡しに比べれば難破の危険や船酔いを避けることが出来、また、水上の距離も短かったことから盛んに利用された。三里の渡しの名称はこの航路の長さに由来する。
なお、渡し舟の通っていた川のうち佐屋川と鰻江川についてはともに木曽川の分流であったが、いずれも明治の木曽三川分流工事に伴って廃川となり現存しない。

## 歴史
三里の渡しは、佐屋宿から桑名宿まで川船による結ぶ、三里の水路であった。

### 津島と桑名
津島は、湊として佐屋より古く、平安末期には、天王川と佐屋川を経て桑名へとつながっていた。 しかし、津島湊は、佐屋に比べ桑名までの水路が一里ほど長かったこと、河川の土砂堆積により浅くなっていたことから、尾張藩は、寛文6年（1666年）に津島湊を廃止し、延宝7年（1679年）には、津島の本陣を閉鎖した。

### 佐屋街道の設置
佐屋宿設置以前は、桑名への水路は一定に定められてはいなかった。桑名とつながる川船の水路は、佐屋本陣・加藤家の覚書『あらい旧記』によると「往還多くは、津島ゟ船に乗、桑名江之往来有之由、其外佐屋・立田辺ゟも桑名江渡海之往来も有之、未夕佐屋宿に定なきゆへ、所々より往還越し有ると見へたり」とあった。
佐屋は、宿駅設置前にも渡船場であり、寛永11年（1634年）、佐屋宿と万場宿が設置され、元禄14年（1701年）『尾張国絵図』に、桑名と佐屋の水路は「佐屋ヨリ伊勢国桑名への船路三里」と説明されている。

### 土砂の堆積
江戸時代後期になると佐屋川が木曽川の流す土砂の堆積により浅くなり、佐屋湊への川舟の航行に支障をきたすようになった。佐屋湊では幕府の支援を受け川の浚渫なども行ったが土砂の堆積には抗しきれず、半里下流の五ノ三村（弥富市）に出湊として川平湊を開いて使用することとなった。これは宿場から離れていたため佐屋宿にとって大きな負担となった。1843年（天保14年）佐屋宿を1里下流の五明（弥富市）へ移転する案を佐屋代官の尾張藩勘定書へ申請したが実現せず、佐屋宿の負担は明治まで続いた。

### 佐屋宿移転計画
佐屋川の川底上昇に伴い、明和9年（1772年）佐屋船会所は川浚いを陳謝し、幕府より貸下げ金を受け川浚い費用としたが効果はなかった。文化5年（1808年）、佐屋は渡船場としての機能が果たせず、川下の荷之上村焼田に仮会所を設けられていた。文化5年頃より佐屋宿を焼田より下流の五明村への移転計画があがり、天保14年（1843年）、佐屋宿が藩に移転を申請した。しかし、移転計画は実現せず、明治4年（1871年）、佐屋宿廃止まで、五之三村川平の仮会所が機能していた。

### 三里の渡しの廃止
1872年（明治5年）、佐屋街道に代わって、熱田から福田（名古屋市港区）を経由して前ケ須（弥富市）に至る前ヶ須街道が新東海道と定められ、三里の渡しは廃止となった。前ケ須から桑名までは「ふたつやの渡し」が設けられたが、昭和に入ると尾張大橋、伊勢大橋が架けられ、前ヶ須街道の北側に現在の国道1号が開通した。